# 정육사
정육사(精肉士)는 고기를 파는 것을 직업으로 하는 사람이다. 정육점에서 일한다. 과거에는 소, 돼지 등 동물을 잡아서 파는 사람을 푸주한(--漢)이라 불렀다. 동물을 잡는 일을 직업으로 하는 사람은 도살자(屠殺者, butcher)라 부르며, 과거에는 백정(白丁), 포한(庖漢)으로도 불렀다.

## 같이 보기
- 도축
- 정육
- 정육점
- 푸주칼